# مزرعه (ماه‌نشان)
مزرعه یک روستا در ایران است که در دهستان انگوران واقع شده‌است. مزرعه ۸۲ نفر جمعیت دارد.